# Disney Channel Ukraine
«Disney Channel Ukraine» — українська версія дитячого телеканалу «Disney Channel». Українська версія ґрунтувалася на болгарській версії «Disney Channel». «Disney Channel Ukraine» проіснував з 2010 до 2013 року.
Аудиторію каналу становили в основному діти, однак в останні роки канал ставав популярним також серед дорослої аудиторії, як правило, це підлітки і молоді сім'ї. Прем'єрний блок зазвичай проходив у вихідні.

## Історія
Телеканал «Disney Channel Ukraine» почав мовлення 10 серпня 2010 року о 17:00 за київським часом, замінивши собою канал «Jetix Russia». Програми транслювалися українською, російською й англійською мовами.
Перед цим в Україні продукція Disney демонструвалася як окремий телевізійний блок на каналах «1+1», «ICTV», «Новий канал» та «Інтер».
З 2012 до 2023 року блок «Disney Channel» транслювался на каналі «ПлюсПлюс».
3 1 січня 2013 українська версія «Disney Channel» припинила своє мовлення.
З 1 січня 2019 до 11 липня 2022 року блок «Disney Channel» транслювався щодня на телеканалі «НЛО TV» і транслював переважно класичні мультсеріали. Під час етеру на екрані був присутній логотип «Disney Club».

## Програмна сітка

### Серіали
- «Ханна Монтана»
- «Ханна Монтана: Назавжди» (англ. «Hannah Montana: Forever»)
- «JONAS»
- «JONAS L.A.»
- «Щасти, Чарлі!» (англ. «Good Luck Charlie»)
- «У Сонні є шанс» (англ. «Sonny with a Chance»}
- «Чаклуни з Вейверлі» (англ. «Wizards of Waverly Place»)
- «Розкішне життя Зака та Коді» (англ. «The Suite Life of Zack & Cody»)
- «Розкішне життя на палубі» (англ. «The Suite Life on Deck»)
- «Потанцюймо!» (англ. «Shake It Up»)
- «Джессі» (англ. «Jessie»)
- «Табір О.С.А.» (англ. «A.N.T. Farm»)
- «Nini»
- «H2O: Просто додай води» (англ. «H2O: Just Add Water»)
- «Справжній Арон Стоун»
- «Зік і Лютер[en]» (англ. «Zeke and Luther»)
- «Джейк і Блейк[en]» (англ. «Jake & Blake»)
- «Я — рокер» (англ. «I'm in the Band»)
- «Прикольні фантазери»
- «Моя няня - вампір»
- «В ударі[en]»
- «Два королі[en]»

### Мультсеріали
- «Таємниці Ґравіті Фолз»
- «Мої друзі Тигрик та Вінні»
- «Нові пригоди Вінні-Пуха»
- «Мультачки»
- «Тімон і Пумба»
- «Фінеас і Ферб»
- «Бренді і пан Віскерс[en]» (англ. «Brandy & Mr. Whiskers»)
- «Покемон»
- «Екстремальне літо»
- «Нова школа імператора»
- «Монстер Бастер Клаб»
- «Кід vs. Кет»
- «Джиммі Кул» (англ. «Jimmy Cool»)
- «Американський дракон: Джейк Лонґ»
- «На заміну[en]» (англ. «The Replacements»)
- «Майстер Менні» (англ. «Handy Manny»)
- «Клуб Мікі Мауса» (англ. «Mickey Mouse Clubhouse»)
- «Спецагент Осо[en]» (англ. «Special Agent Oso»)
- «Перехрестя в джунглях» (англ. «Jungle Junction»)
- «Кім Всеможу» (англ. «Kim possible»)
- «Джейк і пірати з Небувалії»
- «Вулик»
- «Людина-павук. Щоденник супергероя»
- «Перерва[en]»
- «Кік Бутовський: Розбишака з передмістя»

### Фільми
- «Тачки»
- «Чаклуни з Вейверлі (фільм)» (англ. «Wizards of Waverly Place»)
- «Засвітись[en]»
- «Дівча проти монстрів[en]»
- «Фінеас і Ферб у другому вимірі»
- «Лимонадний голос»
- «Закляті друзі»
- «Фантастичні пригоди Шарпей»
- «Історія іграшок»
- «Король лев»
- «Тарзан»
- «Феї»
- «Ботан прекрасний[en]»
- «Корпорація монстрів»
- «Братик Ден»
- «Рок табір»
- «Школа Авалон»
- «Щасти, Чарлі: Кінощоденник подорожі»
- «Радіо-бунтарка»
- «Кадет Келлі»
- «Чіта Герлз[en]»
- «Геловінтаун»